# Hans Grünberg
Hans Grünberg (ur. 8 lipca 1917 w Gross-Fahlenwerder, zm. 16 stycznia 1998 w Ellerau) – niemiecki as lotnictwa myśliwskiego z okresu II wojny światowej, odznaczony Krzyżem Rycerskim Krzyża Żelaznego. Odniósł 82 zwycięstwa powietrzne w czasie 550 misji bojowych.

## Życiorys
Rozpoczął służbę bojową latając w JG 3 na froncie wschodnim w sierpniu 1942. Pierwszy samolot nieprzyjaciela Grünberg (będący wtedy jeszcze podoficerem) zestrzelił 19 sierpnia 1942 – był to radziecki bombowiec dwusilnikowy DB-3. Do końca 1942 odniósł 11 zwycięstw. Ratował się skokiem na spadochronie cztery razy. Następnie latał w 5./JG 3, bazując w Niemczech. 9 maja 1944 został Staffelkapitänem 5./JG 3, w miejsce porucznika Leopolda "Poldi" Münstera, który został zestrzelony i zginął w walce poprzedniego dnia.
Ostatnie zwycięstwo odniósł 19 kwietnia 1945, gdy zestrzelił amerykański bombowiec B-17 nad Czechami, ale musiał następnie ratować się skokiem na spadochronie w pobliżu Pragi.
Odniósł 82 zwycięstwa w 550 misjach bojowych: 61 zwycięstw na froncie wschodnim, w tym 27 samolotów szturmowych Ił-2. Z jego 21 zwycięstw na froncie zachodnim, przynajmniej 11 było czterosilnikowymi bombowcami. Latając na Me 262 zestrzelił 5 samolotów – wszystkie były czterosilnikowymi bombowcami.

## Odznaczenia
- Krzyż Rycerski Krzyża Żelaznego – 9 czerwca 1944
- Krzyż Niemiecki w Złocie – 31 sierpnia 1943
- Krzyż Żelazny I Klasy
- Krzyż Żelazny II Klasy
- Puchar Honorowy Luftwaffe – 9 sierpnia 1943